# Debout les enfants
Debout les enfants est une émission de télévision française pour la jeunesse diffusée sur FR3 de 1985 à 1987.

## Histoire
L'émission était diffusée à 9 h du matin, entre 1985 et 1987.

## Programmation
- Alphonse[3]
- Le Livre de la Jungle[3]
- Le Roi Rollo [3]
- Les Aventures de Winnie l'ourson (séquence) [3]
- Les Contes de Grimm[3]
- Luc et Bérangère[3]
- Victor et Maria[3]